# Eugène de Mirecourt
Pour les articles homonymes, voir Jacquot.
Charles Jean-Baptiste Jacquot, dit Eugène de Mirecourt, né le 19 novembre 1812 à Mirecourt  (Vosges) et mort le 13 février 1880 à Port-au-Prince, Haïti, est un journaliste et écrivain français.
Principal détracteur d’Alexandre Dumas, il contribue à animer la vie littéraire française de la seconde moitié du XIXe siècle.
Durant les dernières années de sa vie, il entre chez les Lasalliens et devient prêtre catholique.

## Biographie

### Enfance et formation
Né le 19 novembre 1812 à Mirecourt, Charles Jacquot est le fils de Nicolas Jacquot et de Marie-Joséphine Petit-Jean.
Destiné à la prêtrise, il est élevé au séminaire mais préfère, lorsqu’il en sort, suivre la carrière des lettres. Après avoir exercé quelque temps le métier de maître de pension à Chartres, il vient débuter à Paris dans les petits journaux, sous le nom de plume d’Eugène de Mirecourt.

### Carrière littéraire
Après avoir publié quelques nouvelles , il fait paraître avec Leupol un ouvrage en trois volumes, La Lorraine (Nancy, 1839-1840), qui donne à son nom une certaine notoriété. Il entreprend alors de faire connaître les nombreuses collaborations dont s’est servi Alexandre Dumas dans la série de romans publiés sous son nom, avec son pamphlet Fabrique de romans. Maison Alexandre Dumas et Compagnie . Cet essai, publié en 1845 dénonce le fait que l’œuvre de Dumas est écrite par d’autres et contribue ainsi à faire connaître l’acception figurée du mot « nègre ». Comme il a dans cet ouvrage tenu des propos injurieux, dévalorisants et volontairement racistes sur l'aspect, l'odeur, les mœurs et la nature de « nègre » d'Alexandre Dumas, ce dernier porte plainte et Eugène de Mirecourt est condamné à  15 jours de prison et à une amende.
Il publie ensuite plusieurs romans, et écrit avec Marc Fournier un drame, Mme de Tencin, qui est joué au Français. Sa brochure contre Alexandre Dumas lui a inspiré l’idée de passer en revue, dans des publications analogues, toutes les célébrités de l’époque : en 1854, il commence la Galerie des contemporains, qui soulève toute la presse contre lui . Cette galerie, dans laquelle il couvre de ridicule plusieurs grandes réputations, obtient un succès momentané, auquel ne nuisent ni les disputes sans nombre, ni l’éclat des procès soulevés contre l’auteur par La Mennais, George Sand, Jules Janin, Pierre-Joseph Proudhon, Émile de Girardin, Louis Veuillot, Millaud, et d'autres.
La Galerie des contemporains, initiée en 1854 chez Nicolas Roret, est reprise par l'éditeur Gustave Havard. Terminée en 1857, elle comprend plusieurs dizaines de monographies publiées en petit format sous couverture jaune et accompagnées d'une eau-forte généralement signée Charles Carey et d'un autographe reproduit au trait. Mirecourt fonde bientôt le journal  Les Contemporains, qui paraît toutes les semaines et contient un article biographique dans chaque numéro. Ce journal, dans lequel il donne pleine carrière à son humeur mordante, soulève aussi  des disputes vives et de nombreux procès dans lesquels les tribunaux se montrent toujours sévères à son égard. Après une série de condamnations, Les Contemporains cesse de paraître. En 1867, Mirecourt relance sa collection de monographies des « Contemporains », qu'il achève en 1871, avec au total 74 portraits, publiés à l'enseigne de la Librairie des contemporains, située au 13 de la rue de Tournon. Par jeu, Commerson publie sous le titre Les Binettes contemporaines chez Havard une série de portraits charges illustrés par Nadar en 1854-1855.
Victor Hugo considère qu’il posséde « un beau talent et un beau courage » avec un style « excellent et solide ». Théodore de Banville lui dédie un poème en 1846, Le Mirecourt.

### Fin de vie
En 1875, Eugène de Mirecourt entre dans la congrégation des Frères de l'instruction chrétienne de Ploërmel. Il y est ordonné prêtre, et est envoyé enseigner à Port-au-Prince, en Haïti, où meurt en 1880,.

### Postérité
Eugène de Mirecourt a un fils, devenu lieutenant et mort à Bourges en août 1866, ainsi que deux filles. L'une se fait religieuse, l'autre devient actrice sous le nom d'Hélène Therval et meurt à 32 ans en 1876.
Bien qu’elle soit riche de 80 romans et nouvelles, de 140 biographies et d’une vingtaine de pièces de théâtre, l’œuvre d’Eugène de Mirecourt demeure aujourd’hui en grande partie méconnue.

## Œuvre

Publicité pour les Confessions de Marion Delorme.

- Maison Alexandre Dumas et Compagnie. Fabrique de Romans, 1845.
- Collection Les Contemporains. Hommes de lettres, publicistes, etc., etc., 100 volumes publiés à Paris par Roret puis Gustave Havard de 1854 à 1858, et enfin à compte d'auteur entre 1858 et 1860, biographies satiriques des célébrités de la politique, de la littérature et des arts, dont :
  - Méry, no 1, Sartorius et Roret, 1854.
  - Giacomo Meyerbeer, Éd. J.-P. Roret & Cie, 1854.
  - Rothschild, Havard, 1855 — texte en ligne.
  - Madame Anaïs Ségalas, Havard, 1856 — texte en ligne.
- Confessions de Marion Delorme, Victor Bunel, 1856 — texte en ligne.
- Rosa Bonheur, Gustave Havard, Paris, 1856. URL : https://gallica.bnf.fr/ark:/12148/bpt6k200564h
- Mémoires de Ninon de Lenclos, 1857.
- Nos voisins les Anglais. Simples notes dédiées aux visiteurs de l'Exposition de Londres, Humbert, 1862.
- Les vrais Misérables, Humbert, 1862 — critique acerbe contre l'ouvrage de Victor Hugo.
- La Bourse et les signes du siècle, E. Dentu et Humbert, 1863 — texte en ligne.
- Avant, pendant et après la Terreur, Dentu, 1866 — ouvrage chroniqué par Émile Zola le 12 avril 1866.
- Collection Les Contemporains. Portraits et silhouettes du XIXe siècle, reprise de la collection précédente avec quelques inédits, chez Achille Faure de 1866 à 1868, puis à la Librairie des contemporains, jusqu'en 1871, dont :
  - Honoré de Balzac, 1869.